# 2000年日本グランプリ (4輪)
2000年日本グランプリ（XXVI Fuji Television Japanese Grand Prix）は2000年F1世界選手権の第16戦として、2000年10月8日に鈴鹿サーキットで開催された。

## 概要
ミハエル・シューマッハ（フェラーリ）がドライバーズチャンピオンに王手をかけて日本GPを迎えた。ランキング2位ミカ・ハッキネン（マクラーレン）とのポイント差は8点であり、このレースで10点差以上に広げればタイトルが決定する。
この年の日本GPは予選から決勝まで、このライバル両名の一騎討ちが演じられることになった。

## 予選
シューマッハとハッキネンは前年のポールタイム (1分37秒470) を約1.5秒短縮し、1分35秒台に突入して交互に最速タイムを塗り替えあった。セッション残り僅かでシューマッハが1分35秒825のスーパーラップを記録し、ハッキネンを1000分の9秒上回る。ハッキネンもタイムアップ寸前に最終アタックを行い、セクター1通過タイムでは1000分の2秒上回ったが、後半区間をまとめきれず2位に終わった。ふたりの差はコース上の距離にしてわずか45cmだった。
- 13時27分、シューマッハ（1回目） 1'36.094で1位
- 13時28分、ハッキネン（1回目） 1'36.168 (+0.074) で2位
- 13時42分、ハッキネン（2回目） 1'36.017 (-0.077) で1位
- 13時47分、シューマッハ（2回目） 1'35.908 (-0.109) で1位
- 13時52分、ハッキネン（3回目） 1'35.834 (-0.074) で1位
- 13時58分、シューマッハ（3回目） 1'35.825 (-0.009) で1位
- 13時59分、ハッキネン（4回目） 1'36.018 (+0.193)

| 順位 | No | ドライバー                       | チーム                     | タイム   | 差     |
| ---- | -- | -------------------------------- | -------------------------- | -------- | ------ |
| 1    | 3  | ミハエル・シューマッハ           | フェラーリ                 | 1'35.825 |        |
| 2    | 1  | ミカ・ハッキネン                 | マクラーレン・メルセデス   | 1'35.834 | +0.009 |
| 3    | 2  | デビッド・クルサード             | マクラーレン・メルセデス   | 1'36.236 | +0.411 |
| 4    | 4  | ルーベンス・バリチェロ           | フェラーリ                 | 1'36.330 | +0.505 |
| 5    | 10 | ジェンソン・バトン               | ウィリアムズ・BMW          | 1'36.628 | +0.803 |
| 6    | 9  | ラルフ・シューマッハ             | ウィリアムズ・BMW          | 1'36.788 | +0.963 |
| 7    | 7  | エディ・アーバイン               | ジャガー・コスワース       | 1'36.899 | +1.074 |
| 8    | 5  | ハインツ＝ハラルド・フレンツェン | ジョーダン・無限ホンダ     | 1'37.243 | +1.418 |
| 9    | 22 | ジャック・ヴィルヌーヴ           | BAR・ホンダ                | 1'37.267 | +1.442 |
| 10   | 8  | ジョニー・ハーバート             | ジャガー・コスワース       | 1'37.329 | +1.504 |
| 11   | 12 | アレクサンダー・ヴルツ           | ベネトン・プレイライフ     | 1'37.348 | +1.523 |
| 12   | 11 | ジャンカルロ・フィジケラ         | ベネトン・プレイライフ     | 1'37.479 | +1.654 |
| 13   | 18 | ペドロ・デ・ラ・ロサ             | アロウズ・スーパーテック   | 1'37.652 | +1.827 |
| 14   | 19 | ヨス・フェルスタッペン           | アロウズ・スーパーテック   | 1'37.674 | +1.849 |
| 15   | 6  | ヤルノ・トゥルーリ               | ジョーダン・無限ホンダ     | 1'37.679 | +1.854 |
| 16   | 15 | ニック・ハイドフェルド           | プロスト・プジョー         | 1'38.141 | +2.316 |
| 17   | 14 | ジャン・アレジ                   | プロスト・プジョー         | 1'38.209 | +2.384 |
| 18   | 23 | リカルド・ゾンタ                 | BAR・ホンダ                | 1'38.269 | +2.444 |
| 19   | 17 | ミカ・サロ                       | ザウバー・ペトロナス       | 1'38.490 | +2.665 |
| 20   | 16 | ペドロ・ディニス                 | ザウバー・ペトロナス       | 1'38.576 | +2.751 |
| 21   | 20 | マルク・ジェネ                   | ミナルディ・フォンドメタル | 1'39.972 | +4.147 |
| 22   | 21 | ガストン・マッツァカーネ         | ミナルディ・フォンドメタル | 1'40.462 | +4.637 |

## 決勝
10月8日の決勝日は曇り空で、時折小雨が降るコンディションだったが、全車ドライタイヤを装着してスターティンググリッドに並んだ。日本GPは3年連続してシューマッハとハッキネンのフロントロー対決となったが、ポールポジションのシューマッハは今回もスタートを失敗し、ハッキネンが1コーナーを制した。1周目の順位はハッキネン（マクラーレン）を先頭に、ミハエル・シューマッハ（フェラーリ）、クルサード（マクラーレン）、ラルフ・シューマッハ（ウィリアムズ）、アーバイン（ジャガー）、バリチェロ（フェラーリ）、ジェンソン・バトン（ウィリアムズ）、ハーバート（ジャガー）と続いた。逃げるハッキネンと追うシューマッハは2〜3秒の間隔を保ったまま周回を重ねる。3位クルサードはトップ2台のハイペースについていけず、チャンピオン候補同士のマッチレースとなった。
ハッキネンは21周目に1回目のピットインを行い、6.8秒の静止時間でコースに復帰。次の周にはシューマッハもピットインし、7.4秒の静止時間でハッキネンの後方に戻る。この給油作業でフェラーリチームは第2スティントを伸ばすため、多めの燃料を搭載した。
30周過ぎには雨の影響が出始め、ハッキネンとシューマッハの差が1秒前後にまで接近した。ハッキネンは37周目に2回目のピットインを行い、静止時間7.4秒でコースに復帰。しかし、湿った路面に温まっていないドライタイヤで走り出したためペースが上がらず、さらに周回遅れの処理にも手間取った。この間、シューマッハは燃料の軽い状態でタイムマージンを稼ぎ、3周後にピットイン。6.0秒で作業を終えピットレーン出口に差し掛かる頃、ハッキネンはまだ最終コーナーを立ち上がったばかりで、トップの順位が逆転した。
その後、シューマッハはハッキネンとの差を安全圏に広げてチェッカーフラッグを受け、1997年以来となる日本GP3勝目を達成。同時に、1994年・1995年に続く自身3度目の、フェラーリ移籍5年目にして初のドライバーズタイトルを獲得した。フェラーリドライバーのチャンピオン獲得は1979年のジョディ・シェクター以来21年ぶりとなった。ゴール直後、シューマッハはステアリングを叩いて絶叫し、表彰式ではチーム代表のジャン・トッドと抱き合って喜びを顕わにした。敗れたハッキネンはファン・マヌエル・ファンジオ以来の3連覇を逃したが、シューマッハの勝利を祝福した。
3位クルサード、4位バリチェロに続き、鈴鹿初挑戦となる新人バトンが5位を獲得。F1第3期活動初年度のホンダエンジンでは、ヴィルヌーヴ（B・A・R）がジャガー勢とのバトルを制して6位に入賞した。
| 順位     | No | ドライバー                       | チーム                     | 周回 | タイム         | グリッド | ポイント |
| -------- | -- | -------------------------------- | -------------------------- | ---- | -------------- | -------- | -------- |
| 1        | 3  | ミハエル・シューマッハ           | フェラーリ                 | 53   | 1:29'53.435    | 1        | 10       |
| 2        | 1  | ミカ・ハッキネン                 | マクラーレン・メルセデス   | 53   | +1.837         | 2        | 6        |
| 3        | 2  | デビッド・クルサード             | マクラーレン・メルセデス   | 53   | +1'09.914      | 3        | 4        |
| 4        | 4  | ルーベンス・バリチェロ           | フェラーリ                 | 53   | +1'19.191      | 4        | 3        |
| 5        | 10 | ジェンソン・バトン               | ウィリアムズ・BMW          | 53   | +1'25.694      | 5        | 2        |
| 6        | 22 | ジャック・ヴィルヌーヴ           | BAR・ホンダ                | 52   | +1 Lap         | 9        | 1        |
| 7        | 8  | ジョニー・ハーバート             | ジャガー・コスワース       | 52   | +1 Lap         | 10       |          |
| 8        | 7  | エディ・アーバイン               | ジャガー・コスワース       | 52   | +1 Lap         | 7        |          |
| 9        | 23 | リカルド・ゾンタ                 | BAR・ホンダ                | 52   | +1 Lap         | 18       |          |
| 10       | 17 | ミカ・サロ                       | ザウバー・ペトロナス       | 52   | +1 Lap         | 19       |          |
| 11       | 16 | ペドロ・ディニス                 | ザウバー・ペトロナス       | 52   | +1 Lap         | 20       |          |
| 12       | 18 | ペドロ・デ・ラ・ロサ             | アロウズ・スーパーテック   | 52   | +1 Lap         | 13       |          |
| 13       | 6  | ヤルノ・トゥルーリ               | ジョーダン・無限ホンダ     | 52   | +1 Lap         | 15       |          |
| 14       | 11 | ジャンカルロ・フィジケラ         | ベネトン・プレイライフ     | 52   | +1 Lap         | 12       |          |
| 15       | 21 | ガストン・マッツァカーネ         | ミナルディ・フォンドメタル | 51   | +2 Laps        | 22       |          |
| リタイア | 20 | マルク・ジェネ                   | ミナルディ・フォンドメタル | 46   | エンジン       | 21       |          |
| リタイア | 9  | ラルフ・シューマッハ             | ウィリアムズ・BMW          | 41   | スピン         | 6        |          |
| リタイア | 15 | ニック・ハイドフェルド           | プロスト・プジョー         | 41   | サスペンション | 16       |          |
| リタイア | 12 | アレクサンダー・ヴルツ           | ベネトン・プレイライフ     | 37   | スピン         | 11       |          |
| リタイア | 5  | ハインツ＝ハラルド・フレンツェン | ジョーダン・無限ホンダ     | 29   | ハイドロリック | 8        |          |
| リタイア | 14 | ジャン・アレジ                   | プロスト・プジョー         | 19   | エンジン       | 17       |          |
| リタイア | 19 | ヨス・フェルスタッペン           | アロウズ・スーパーテック   | 9    | 電気系         | 14       |          |

- ファステストラップ - ミカ・ハッキネン 1'39.189 (LAP26)

## 第16戦終了時点でのランキング
- 太字は理論上ワールドチャンピオンの可能性あり

| 順位 | ドライバー             | ポイント |
| ---- | ---------------------- | -------- |
| 1    | ミハエル・シューマッハ | 98       |
| 2    | ミカ・ハッキネン       | 86       |
| 3    | デビッド・クルサード   | 67       |
| 4    | ルーベンス・バリチェロ | 58       |
| 5    | ラルフ・シューマッハ   | 24       |

| 順位 | コンストラクター        | ポイント |
| ---- | ----------------------- | -------- |
| 1    | フェラーリ              | 156      |
| 2    | マクラーレン-メルセデス | 143      |
| 3    | ウィリアムズ-BMW        | 36       |
| 4    | ベネトン-プレイライフ   | 20       |
| 5    | BAR-ホンダ              | 18       |

- 注：ドライバー、コンストラクター共にトップ5のみ表示。